# Primula intermedia
Primula intermedia är en viveväxtart som beskrevs av John Sims. Primula intermedia ingår i släktet vivor, och familjen viveväxter. Inga underarter finns listade i Catalogue of Life.